# UFC Fight Night: Smith vs. Rakić
UFC Fight Night: Smith vs. Rakić (även UFC Fight Night 175, UFC on ESPN+ 33 och UFC Vegas 8) var en MMA-gala anordnad av UFC som ägde rum 29 augusti 2020 i UFC APEX i Las Vegas, Nevada.

## Bakgrund
Huvudmatchen var en lätt tungviktsmatch mellan Anthony Smith och Aleksandar Rakić.

## Ändringar
Ursprungligen var en match mellan Zabit Magomedsharipov och Yair Rodríguez tänkt att stå som huvudmatch, men Rodríguez skadade sig och UFC kunde inte hitta en ny motståndare åt Zabit på kort varsel.
Alex Caceres skulle ursprungligen mött Giga Chikadze, men den 26 augusti drog Chikadze sig ur när han testades positivt för Covid-19. Ny motståndare blev UFC-nykomlingen Kevin Croom. Men redan en dag senare ströks denne från kortet och ersattes av en annan UFC-debutant: Austin Springer.
På själva matchdagen testade Cutelaba positivt för covid-19, och matchen mot Ankalaev ströks följaktligen.

### Invägning
Vid invägningen strömmad via Youtube vägde utövarna följande:
1. ↑  Springer missade vikten och förlorade 30% av sin purse till sin motståndare.'"`UNIQ--ref-00000004-QINU`"'
2. ↑  Cifers missade vikten och förlorade 20% av sin purse till sin motståndare.'"`UNIQ--ref-00000006-QINU`"'

## Bonusar
Följande MMA-utövare fick bonusar om 50 000 USD vardera:
- Fight of the Night: Ricardo Lamas vs. Algeo
- Performance of the Night: Mallory Martin och Sean Brady